# Nicole Gontier
Nicole Gontier (Aosta, 17 november 1991) is een Italiaanse biatlete. Ze vertegenwoordigde haar vaderland op de Olympische Winterspelen 2014 in Sotsji.

## Carrière
Gontier maakte haar wereldbekerdebuut tijdens de wereldkampioenschappen biatlon 2012 in Ruhpolding. Op dit toernooi eindigde ze als 68e op de 15 kilometer individueel en als 79e op de 7,5 kilometer sprint, op de estafette eindigde ze samen met Dorothea Wierer, Alexia Runggaldier en Katja Haller op de twaalfde plaats. In december 2012 scoorde de Italiaanse in Pokljuka haar eerste wereldbekerpunten. Op de wereldkampioenschappen biatlon 2013 in Nové Město eindigde ze als vijftigste op de 7,5 kilometer sprint en als 59e op de aansluitende 10 kilometer achtervolging. Samen met Dorothea Wierer, Michela Ponza en Karin Oberhofer veroverde ze de bronzen medaille op de estafette. Tijdens de Olympische Winterspelen van 2014 in Sotsji eindigde Gontier als 45e op de 15 kilometer individueel, daarnaast eindigde ze als 54e op de 7,5 kilometer sprint en als 49e op de aansluitende 10 kilometer achtervolging. Op de 4x6 kilometer estafette eindigde ze samen met Dorothea Wierer, Michela Ponza en Karin Oberhofer op de zesde plaats.
In december 2014 behaalde de Italiaanse in Pokljuka haar eerste toptien klassering in een wereldbekerwedstrijd. Een maand later stond ze in Oberhof voor de eerste maal in haar carrière op het podium van een wereldbekerwedstrijd. In Kontiolahti nam Gontier deel aan de wereldkampioenschappen biatlon 2015. Op dit toernooi eindigde ze als 35e op de 15 kilometer individueel en als 67e op de 7,5 kilometer sprint. Samen met Lisa Vittozzi, Karin Oberhofer en Dorothea Wierer sleepte ze de bronzen medaille in de wacht op de 4x6 kilometer estafette.

## Resultaten

### Olympische Winterspelen
| Jaar | Plaats      | Onderdeel   | Onderdeel | Onderdeel     | Onderdeel  | Onderdeel | Onderdeel          |
| Jaar | Plaats      | Individueel | Sprint    | Achtervolging | Massastart | Estafette | Gemengde estafette |
| ---- | ----------- | ----------- | --------- | ------------- | ---------- | --------- | ------------------ |
| 2014 | Sotsji      | 45e         | 54e       | 49e           | –          | 6e        | –                  |
| 2018 | Pyeongchang | 38e         | 44e       | 48e           | –          | 9e        | –                  |

### Wereldkampioenschappen
| Jaar | Plaats            | Onderdeel   | Onderdeel | Onderdeel     | Onderdeel  | Onderdeel | Onderdeel          | Onderdeel                 | Onderdeel |
| Jaar | Plaats            | Individueel | Sprint    | Achtervolging | Massastart | Estafette | Gemengde estafette | Single gemengde estafette |           |
| ---- | ----------------- | ----------- | --------- | ------------- | ---------- | --------- | ------------------ | ------------------------- | --------- |
| 2012 | Ruhpolding        | 68e         | 79e       | –             | –          | 12e       | –                  |                           |           |
| 2013 | Nové Město        | –           | 50e       | 59e           | –          | Brons     | –                  |                           |           |
| 2015 | Kontiolahti       | 35e         | 67e       | –             | –          | Brons     | –                  |                           |           |
| 2016 | Oslo Holmenkollen | –           | –         | –             | –          | –         | –                  |                           |           |
| 2017 | Hochfilzen        | –           | –         | –             | –          | –         | –                  |                           |           |
| 2019 | Östersund         | 69e         | 52e       | 48e           | –          | 10e       | –                  | –                         |           |
| 2020 | Antholz           | –           | –         | –             | –          | –         | –                  | –                         |           |

### Wereldbeker
Eindklasseringen
| Seizoen   | Algemeen      | Individueel   | Sprint        | Achtervolging | Massastart    |
| --------- | ------------- | ------------- | ------------- | ------------- | ------------- |
| 2012/2013 | 54e           | –             | 47e           | 47e           | –             |
| 2013/2014 | 51e           | 53e           | 48e           | 48e           | –             |
| 2014/2015 | 35e           | 34e           | 37e           | 49e           | 24e           |
| 2015/2016 | Geen deelname | Geen deelname | Geen deelname | Geen deelname | Geen deelname |
| 2016/2017 | Geen deelname | Geen deelname | Geen deelname | Geen deelname | Geen deelname |
| 2017/2018 | 61e           | –             | 64e           | 61e           | 40e           |
| 2018/2019 | 45e           | –             | 46e           | 31e           | 48e           |
| 2019/2020 | 78e           | –             | 70e           | 75e           | –             |